# 淡黄花兜被兰
淡黄花兜被兰（学名：Neottianthe luteola），为兰科兜被兰属下的一个植物种。